# Jangama dhyana
L'espressione sanscrita Jangama dhyana, coniata da Shri Shivabalayogi Maharaj (1935, 1994), intende indicare quella tecnica di meditazione che prevede la concentrazione, ad occhi chiusi, di "mente" e vista sullo spazio compreso tra le sopracciglia.
Questa tecnica meditativa è alla base dell'insegnamento di Shivabalayogi e di quello del suo discepolo diretto Shivarudra Balayogi (1954, -) per il raggiungimento della realizzazione del Sé.
Shivabalayogi ne indicò il significato come "meditazione sull'esistenza eterna [del Sé]".

## La tecnica
Questa la tecnica Jangama dhyana:

Siedi con gli occhi chiusi;

concentra mente e vista sullo spazio tra le sopracciglia;

continua a guardare quel punto, concentrando l'attenzione;

non ripetere alcun mantra o nome di divinità;

non immaginare nulla;

non aprire gli occhi prima del termine della meditazione.

Shivarudra Balayogi identifica il più grande segreto della meditazione nel non analizzare alcun pensiero o visione che potrebbero insorgere (visioni ed esperienze non sono importanti; l'unico segno di progresso è una maggiore pace):

## Il nome
Il nome della tecnica venne coniato da Shivabalayogi, una notte passeggiando attorno al Dehradun ashram insieme al discepolo Seenu. Il maestro si voltò improvvisamente verso l'allievo dicendo:
Shivabalayogi descrisse il modo in cui avvenne la sua iniziazione alla tecnica, il 7 agosto 1949 all'età di 14 anni, quando ebbe la visione di un saggio Jangama (questo è infatti anche il nome di un antico ordine religioso ascetico e itinerante) che gli chiese di sedere nella posizione del loto e di chiudere gli occhi, prima di toccarlo tra le sopracciglia dicendo: "guarda qui". Per i successivi dodici anni Shivabalayogi sedette quindi in profonda e prolungata meditazione, chiamata tapas, meditando 23 ore al giorno per i primi 8 anni e circa 12 ore al giorno per i successivi 4 anni. Dopo questo periodo, ottenuta la realizzazione del Sé, Shivabalayogi diede iniziazione alla stessa tecnica da lui impiegata a migliaia di persone.
Nel 1994, Shivabalayogi avviò alla pratica di tapas meditante la tecnica del Jangama dhyana il discepolo Seenu, il quale, dopo aver meditato per circa 20 ore al giorno per cinque anni, raggiunse la realizzazione del Sé nel novembre del 1999, prendendo il nome di Shri Shivarudra Balayogi.

## Precedenti
Una tecnica analoga a quella diffusa da Shivabalayogi  è presente già nella Bhagavadgītā, la cui redazione va probabilmente collocata tra V e II secolo a.C. Quando la mente è totalmente concentrata sullo spazio tra le sopracciglia, la persona assumerebbe il comando della propria mente, raggiungendo la totale padronanza di sé:
quella persona in controllo di sensi, mente e intelletto, dedita alla liberazione, priva di desiderio, paura e rabbia;

di fatto quella saggia persona è liberata per sempre.»
Il filosofo indiano del III-IV secolo Patañjali indica questo come uno dei metodi per raggiungere l'iniziale concentrazione (dharana; vedi Patañjali: Yoga Sūtra, III: 1) necessaria perché la mente si faccia introspettiva e per entrare nello stato di meditazione (dhyāna; vedi Patañjali: Yoga Sūtra, III:2).
Yoga Vasistha, testo in sanscrito composto tra VI-VII secolo e XII secolo, menziona questo tra i modi per rendere la mente quiescente:
Il mistico indiano Ramakrishna Paramahamsa (1836-1886), sotto indicazione del monaco Totapuri (c.1780-c.1866), praticò la tecnica di meditazione tra le sopracciglia per raggiungere lo stato di nirvikalpa samadhi, nel quale la mente, oltre ogni immaginazione, raggiunge totale immobilità. Così descrisse Ramakrishna il momento in cui il maestro lo avviò a questa pratica nel 1864:
Più tardi lo stesso Ramakrishna avrebbe guidato il suo illustre discepolo il mistico indiano Swami Vivekananda (1863-1902) all'impiego di questa tecnica. Nella pratica avanzata, la mente, concentrata tra le sopracciglia, inizia automaticamente a perdere ogni cognizione di luogo e si concentra sull'atto stesso dell'osservare. A un certo punto il meditatore non esperisce altro che la coscienza dell'esistere e raggiunge la realizzazione del Sé. Così descrive il processo Swami Vivekananda: